# Chiesa di San Bonaventura (Nulvi)
La chiesa di San Bonaventura, anche chiesa di San Sebastiano, è un luogo di culto che si trova a Nulvi, in piazza Caserma. Consacrata al culto cattolico, fa parte della diocesi di Tempio-Ampurias. È per i nulvesi su cunventu 'e subra ("il convento di sopra") così detto per distinguerlo da un altro monastero, quello di Santa Tecla, ubicato nella parte bassa dell'abitato e chiamato su cunvento 'e josso, "il convento di sotto".
La chiesa venne edificata nel 1646 insieme all'adiacente convento dai frati minori osservanti; abbandonata nel 1855, ospitò nel 1870 la pretura e in seguito una caserma.
Pregevoli gli altari lignei policromi di foggia tardo barocca custoditi al proprio interno.

## Galleria d'immagini

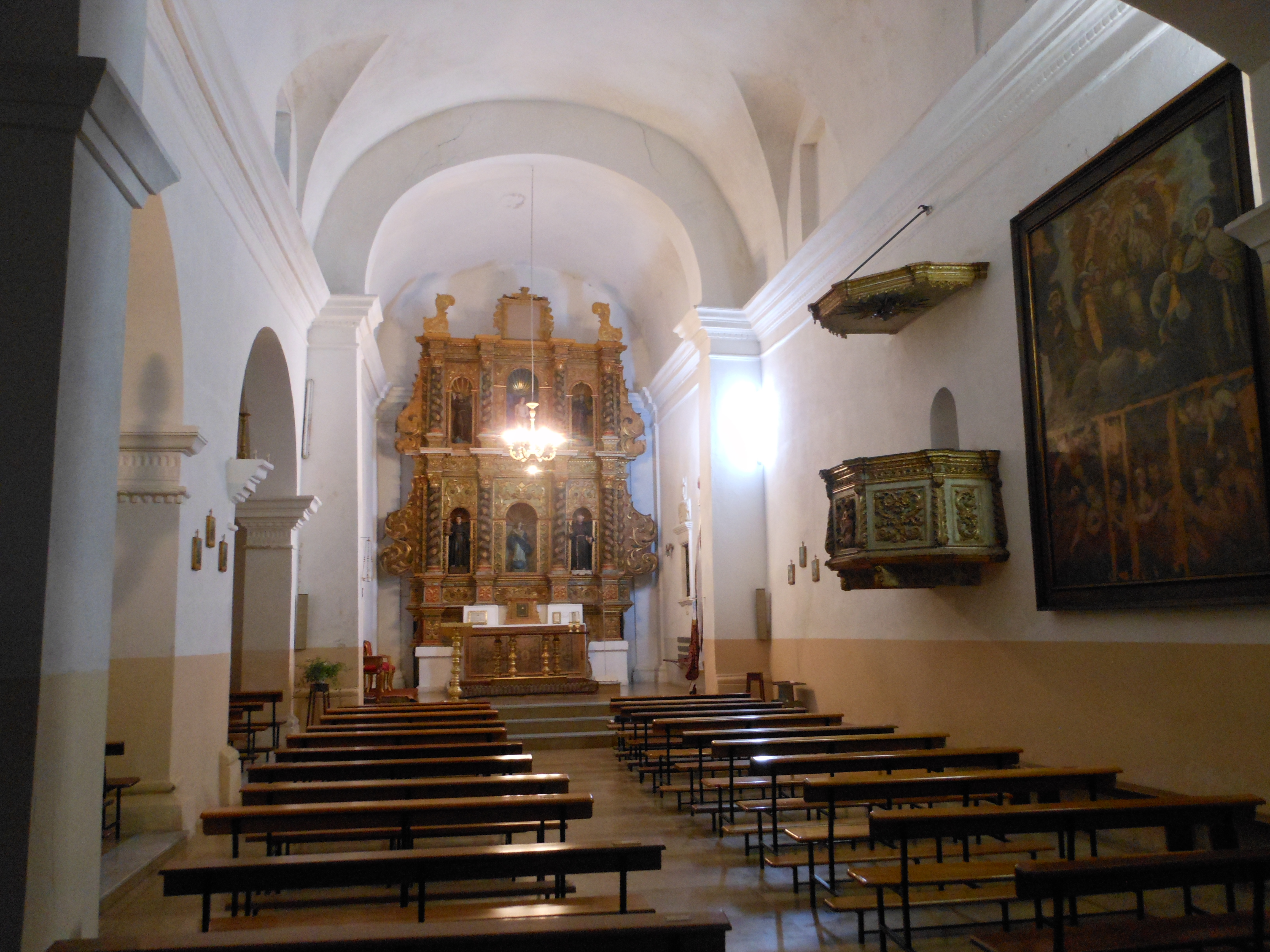
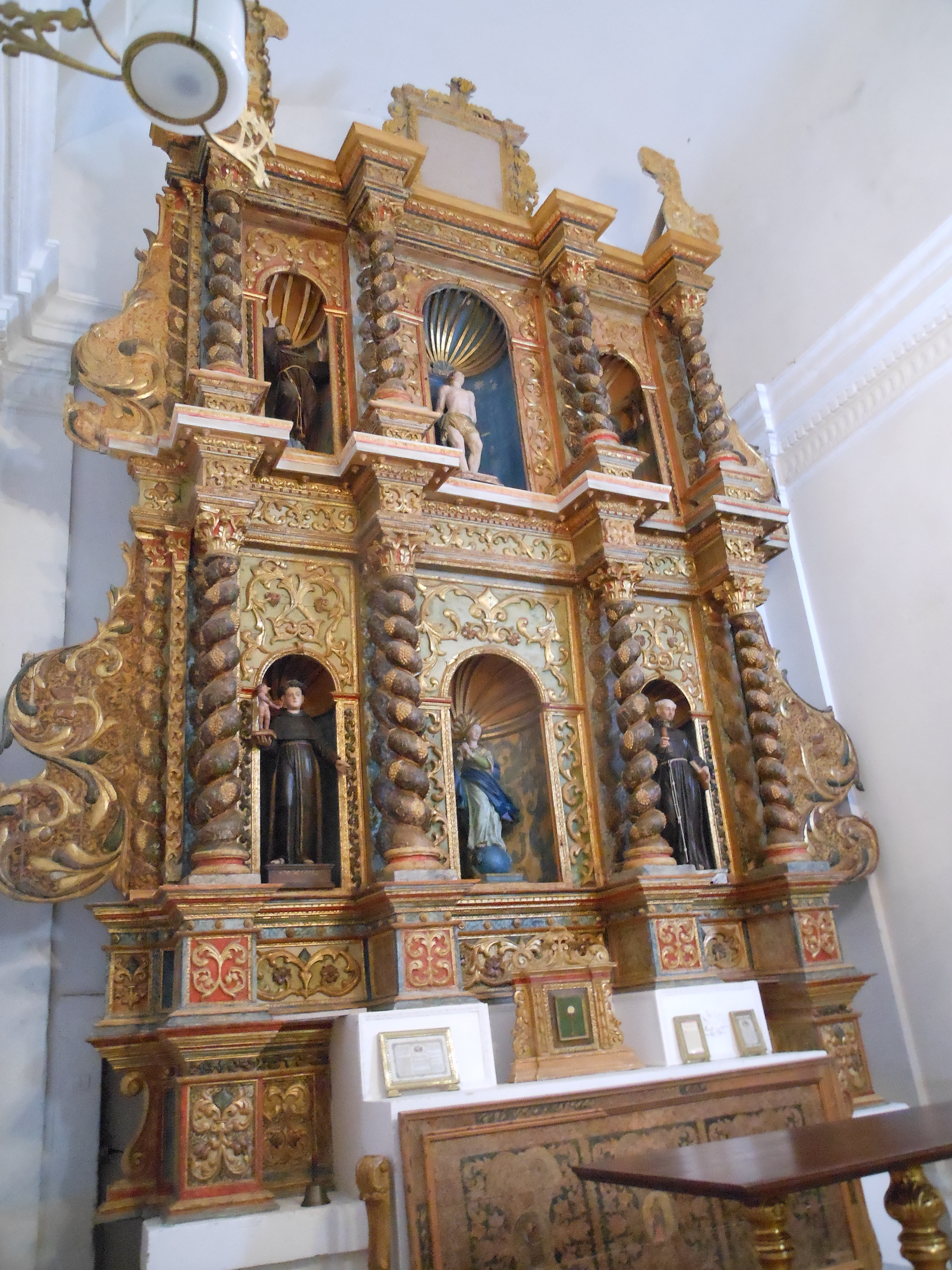
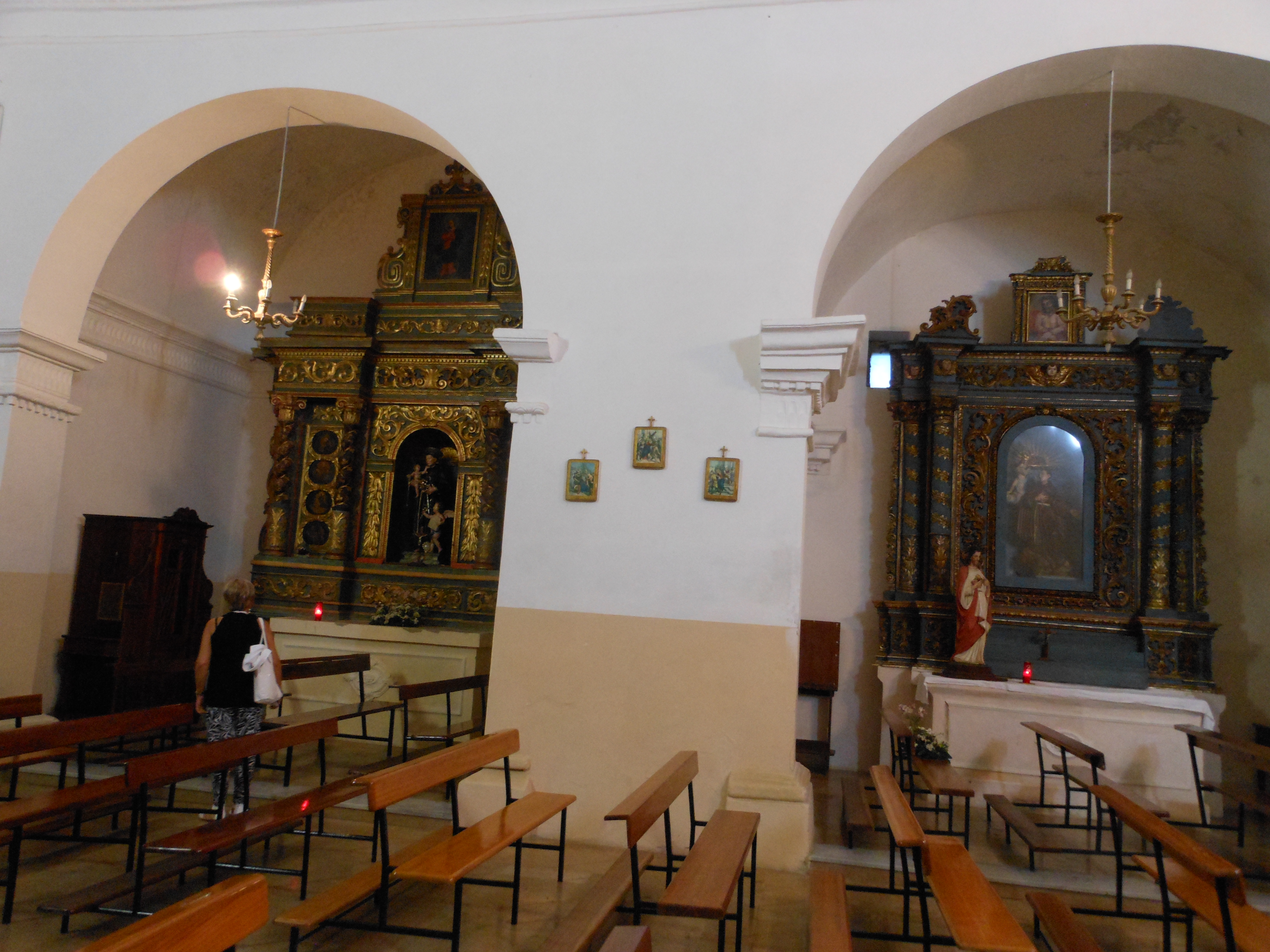
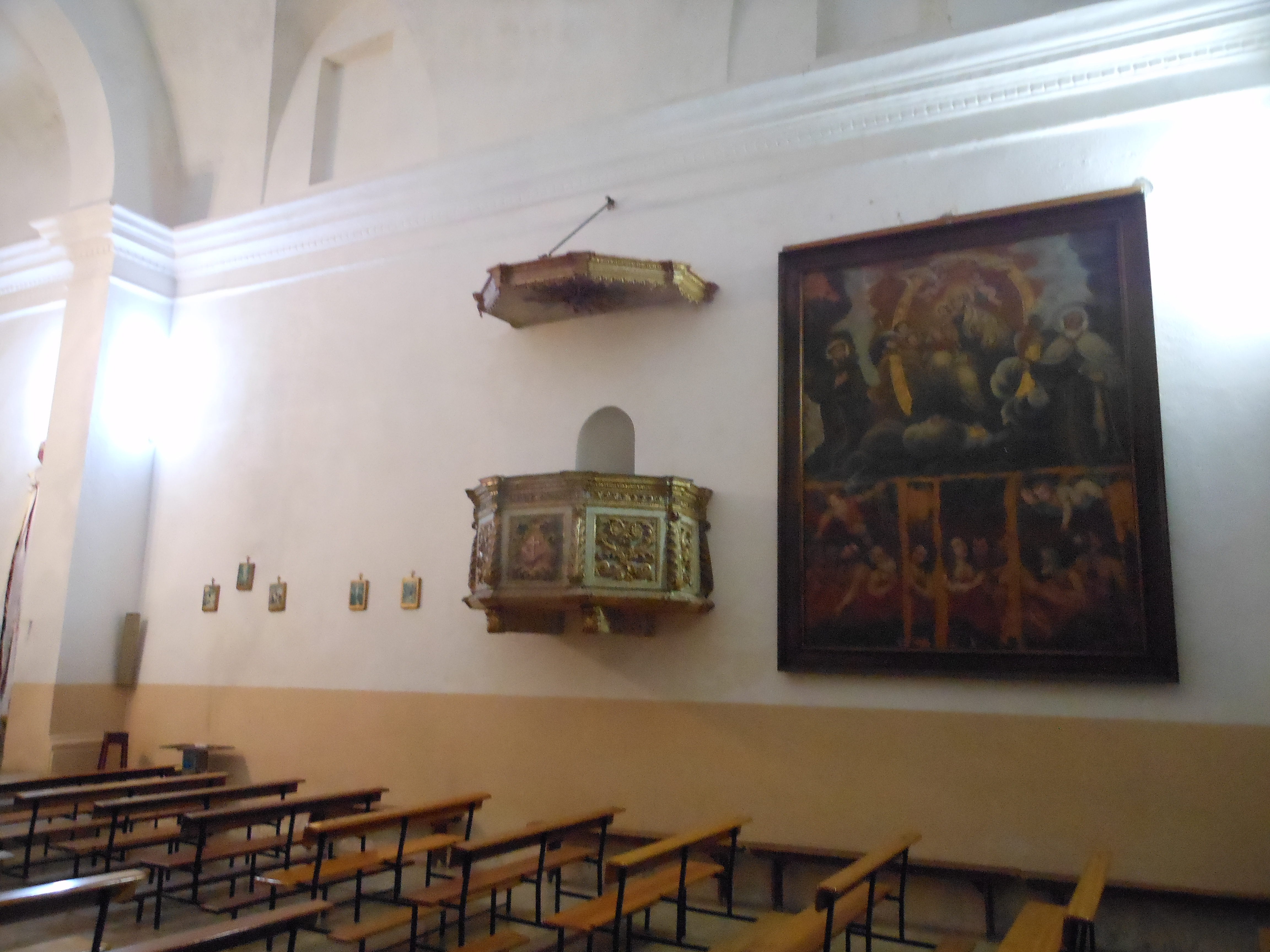